# Subsidence (géologie)
Pour les articles homonymes, voir Subsidence.

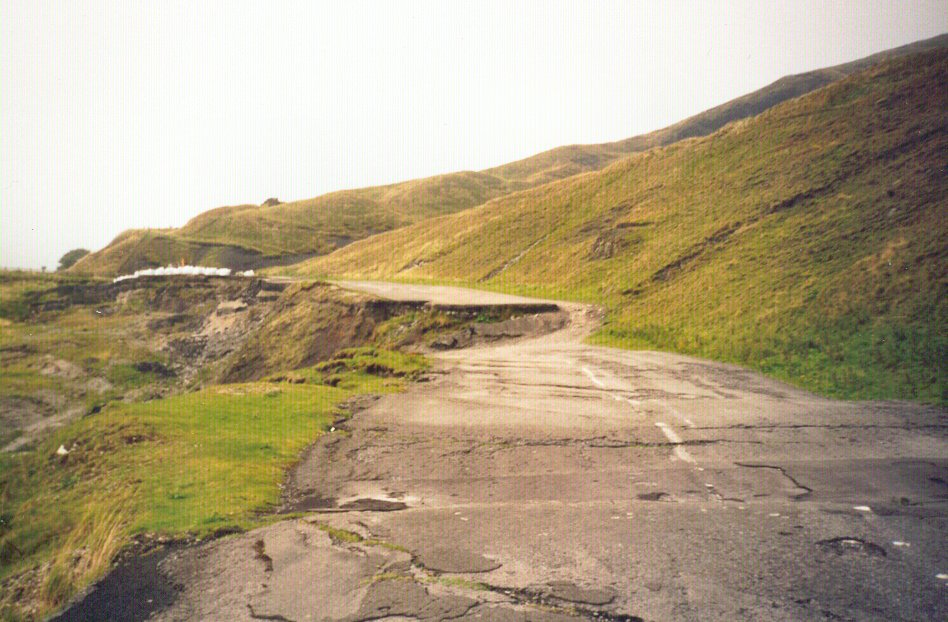
Route endommagée par un affaissement de subsidence, près de Castleton, Derbyshire.

La subsidence (du latin subsidere, « s'enfoncer ») est un lent « affaissement de la surface de la croûte terrestre sous l'effet d'une charge qui vient s'ajouter soit au-dessus de la croûte (eau, sédiments, volcan, calotte glaciaire, chaîne de montagnes, plaque tectonique…), soit à l'intérieur de celle-ci (changement de phase par métamorphisme), soit au-dessous (matériel mantellique lourd) ». Elle offre ainsi un espace pour l'enfoncement progressif, régulier ou saccadé, pendant une assez longue période, d'un bassin sédimentaire dans lequel les dépôts sédimentaires peuvent acquérir une épaisseur considérable. 

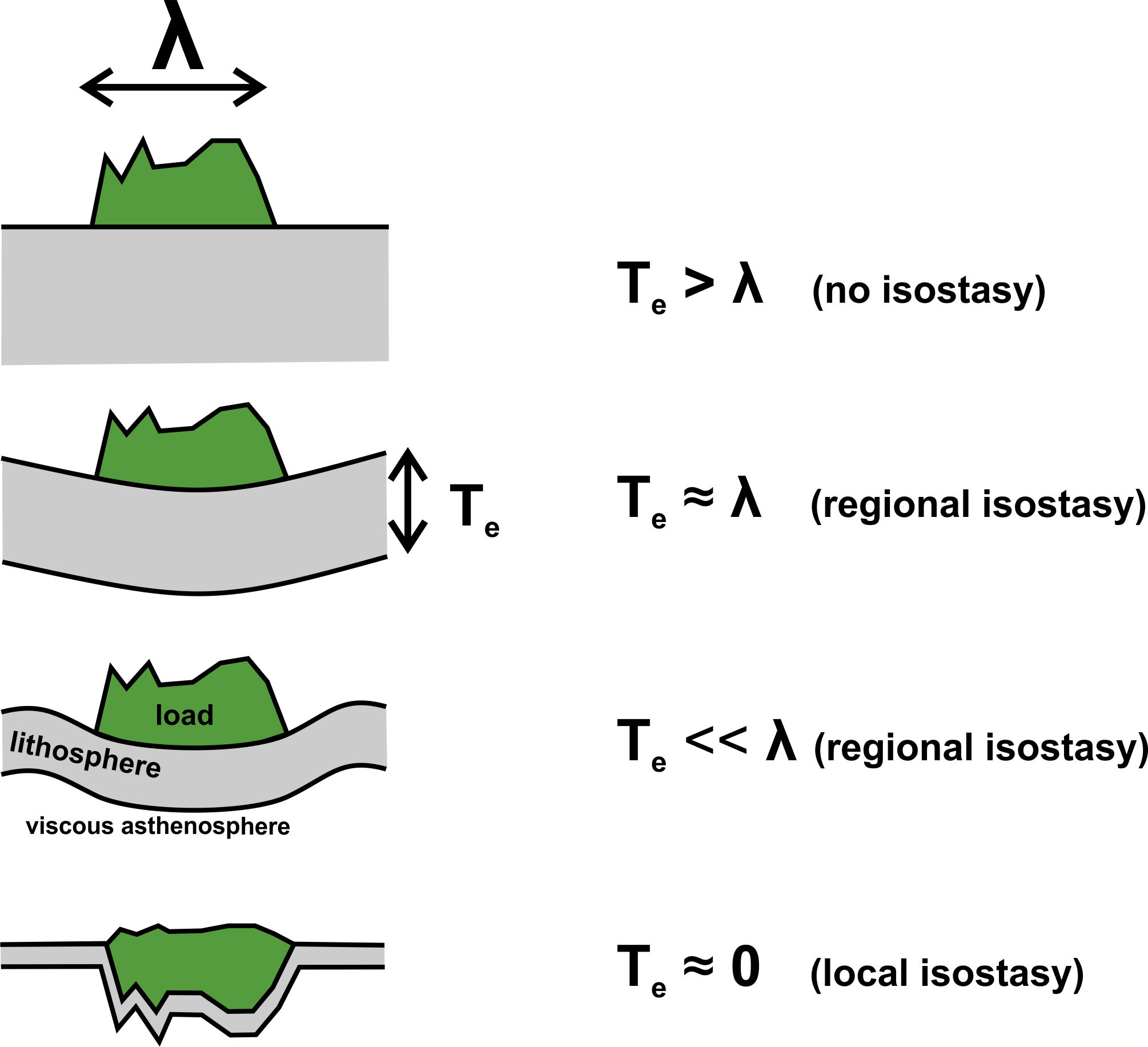
Subsidence par surcharge.

Les géologues distinguent trois grands types de subsidence pour les « grands » bassins sédimentaires (de l'ordre de la centaine de kilomètres) en fonction du contexte géodynamique, chacun de ces types ayant en commun de faire intervenir la compensation isostasique : la subsidence peut être d'origine tectonique (subsidence rapide, due essentiellement à des failles normales dans un contexte d'extension : rift, fossé d'effondrement), thermique (subsidence lente qui se produit durant 200 à 300 Ma, appelée aussi thermosubsidence, elle correspond au refroidissement d'une lithosphère qui augmente sa densité : plancher océanique, marge passive, rift avorté, bassin intracratonique) ou par surcharge (série sédimentaire, grand volcan, calotte glaciaire, chaîne de montagnes, plaque lithosphérique… , d'un empilement de nappe de charriage dans les bassins flexuraux dits aussi bassins molassiques). Les deux premiers types (parfois regroupés sous le terme de subsidence thermo-mécanique qui fait référence à une subsidence tectonique initiale suivie de la subsidence thermique) constituent la subsidence stricte liée à la dynamique verticale propre à la lithosphère et indépendante de toute surcharge. Cette subsidence vraie « est à l'origine même de la création d'un espace disponible initial pour la sédimentation et demeure nécessaire à son entretien au cours du temps sachant qu'ensuite l’effet gravitaire (isostatique) de la surcharge sédimentaire l’amplifie d’un facteur 3 en général ». 
Ce processus peut être mesuré par le taux de subsidence : subsidence faible de l'ordre de 10 m/Ma (c'est-à-dire 0,01 mm/an), moyenne de 100 m/Ma (0,1 mm/an), élevée de 1 km/Ma (1 mm/an).

## Éléments historiques
« Le terme de subsidence a été employé par Léonce Élie de Beaumont en 1848 à propos du Jurassique du bassin de Paris, mais c’est Pierre Pruvost (1930) qui a montré l’importance du phénomène à propos de l’étude des bassins houillers ». Charles Darwin est le premier à mettre[Quand ?] en évidence la subsidence (élevée) des volcans polynésiens[réf. souhaitée].

## Catégorisation

### Subsidence par faille
La contrainte exercée sur la croûte terrestre n'est pas uniforme et des lignes de faille peuvent s'y créer. Il peut également se développer des failles sous la croûte dans le manteau plus chaud et fluide. Dans toutes ces failles, la portion de la croûte qui descend par rapport à l'autre est dite en subsidence.

### Subsidence par contraction de la lithosphère
Quand la lithosphère subit un étirement, elle s'amincit et de l'asthénosphère chaude remonte du manteau dans l'espace créé. Ceci réchauffe la croûte qui prend alors de l'expansion. Avec le temps, la chaleur se dissipe par radiation et la lithosphère se contracte causant souvent une subsidence du sol.

### Subsidence par effondrement
Ce type de subsidence se produit souvent à proximité ou directement au-dessus d'ouvrages humains tels tunnels, mines ou carrières, non loin de forages/pompage d'eau, forage gazier, forage pétrolier ou encore sur les sols où la dissolution par la pluie ou des pluies acides ou le ruissellement souterrain, comme dans les karsts est importante et crée des cavités souterraines. La fonte du pergélisol peut aussi induire de telles cavités.
Le plafond de ces espaces vides peut s'effondrer brutalement ou la cavité peut lentement s'effacer, causant une subsidence de la surface. Ce genre de subsidence peut créer des creux ou de véritables trous atteignant parfois des centaines de mètres et pouvant créer un micro-climat local.

### Subsidence due à l'exploitation des eaux souterraines

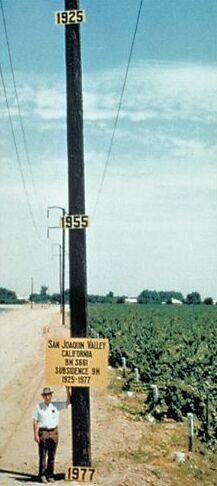
Marqueur indiquant la subsidence du sol dans la vallée de San Joaquin

Aux États-Unis, la cause principale de subsidence dans les paysages est le pompage de l'eau des nappes ce qui réduit la porosité de roches. La subsidence a ainsi atteint 8,5 mètres dans la vallée de San Joaquin en Californie, principalement à cause de l'exploitation ancienne des aquifères souterrains.
Une étude publiée en mars 2021 dans la revue Science recense plus de 200 régions menacées par l'affaissement des sols dans 34 pays, et estime que ce phénomène affectera 635 millions de personnes d'ici à 2040, soit 19 % de la population mondiale. En Indonésie, l'affaissement côtier de Jakarta est si alarmant que les autorités du pays ont décidé de déplacer leur capitale sur l'île de Bornéo ; ce déménagement commencera en 2024 et coûtera 29 milliards d'euros.

### Subsidence par extraction de gaz naturel
L'extraction de gaz naturel provenant de poches souterraines sous haute pression (jusqu'à 60 000 kPa) entraîne un débalancement entre le poids du sol au-dessus de la nappe et le sous-sol. Ceci peut conduire à l'effondrement ou subsidence des sols. Par exemple, l'exploitation des champs gaziers des Pays-Bas, région de Slochteren, a débuté à la fin des années 1960 et a conduit à une subsidence de la surface de 30 cm jusqu'à présent. D'autres types d'extractions peuvent conduire au même effet : mine de sel, extraction de pétrole ou d'eau de la nappe phréatique.